# Aleksandr Pusjkin
Aleksandr Sergejevitj Pusjkin (ryska: Алекса́ндр Серге́евич Пу́шкин, lyssna (fil)), född 6 juni (26 maj enligt g.s.) 1799 i Moskva, Kejsardömet Ryssland, död 10 februari (29 januari enligt g.s.) 1837 i Sankt Petersburg, Kejsardömet Ryssland, var en rysk författare och nationalskald som fortsatte moderniseringen av det ryska litteraturspråket efter franskt mönster. Han förnyade tidigare versgenrer och fann en balans mellan romantisk diktion och klassicistisk behärskning i sin lyriska poesi, vilket gör att den fortfarande känns frisk och levande.
Pusjkin använde ett folkligt tilltal samt introducerade en berättarteknik som blandade dramatik, romantik och satir. Detta fick stor betydelse för senare ryska författare och är sedan dess intimt förknippat med rysk litteratur.

## Pusjkins liv
Aleksandr Pusjkins far, Sergej Levovitj Pusjkin (1770–1848),  härstammade från en av Rysslands äldsta adelsfamiljer med anor till tidigt 1100-tal. Hans mor, Nadezjda Osipovna Hannibal (1775–1836), var sondotter till Ibrahim Petrovitj Hannibal (1696–1781), en afrikansk fursteson från Eritrea, (Laguwen) som år 1703 hade rövats bort och förts till Konstantinopel. Ett år senare medföljde han den ryske ambassadören Sava Vladislavitj-Raguzinskij till Ryssland och blev Peter den stores adopterade gudson. Alexander Pusjkin var stolt över sitt ursprung och påbörjade en historisk roman om sin förfader Peter den stores arab (eller, mer korrekt, ”Moren hos Peter den store”), som dock aldrig slutfördes, men finns ändå utgiven i ofullbordad form.
Pusjkin föddes i Moskva 1799 och publicerade sin första dikt vid femton års ålder, 1814, Till en diktande vän. Då ingick han i den första årskullen studenter i tsarens lyceum i Tsarskoje Selo utanför Sankt Petersburg och var redan vida känd i litterära kretsar. Efter sin slutexamen 1817 erhöll Pusjkin en föga betungande tjänst vid utrikesministeriet som tillät honom att delta i huvudstadens nöjen och sällskapsliv. År 1820 utgav han sin första längre dikt Ruslan och Ludmila, som blev mycket kontroversiell på grund av ämnesval och stil.
Pusjkin blev snabbt en engagerad förkämpe för sociala reformer och framträdde som talesman för litterära radikaler. Detta retade upp den auktoritära tsarregimen, vilket ledde till att han förvisades från huvudstaden våren 1820. Han hamnade först i Kisjinev där han förblev till 1823. Efter att ha besökt Kaukasus och Krim skrev han Fången i Kaukasus (1822) och Springbrunnen i Bachtjisaraj (1824), två dikter som gjorde honom vida känd i Ryssland. I juli 1823 förflyttades Pusjkin till Odessa, där han åter råkade i konflikt med regimen, som skickade honom i exil till hans mors ägor i norra Rysslands glesbygder under åren 1824–1826. Han tilläts emellertid att besöka tsar Nikolaj I för att ansöka om benådning, vilket också beviljades. Men vissa medlemmar i dekabristupproret 1825 hade haft exemplar av Pusjkins verk i sin ägo, något regimen använde som förevändning att censurera hans alster och begränsa hans rörelsefrihet. Pusjkin hade då skrivit dramat Boris Godunov, hans mest kända drama, men publiceringen sköts upp i fem år på grund av myndigheternas ingripande.
1831 gifte sig Aleksander Pusjkin med Natalja Gontjarova (1812–1863), som var ryktbar för sin skönhet. När tsaren år 1834 tilldelade Pusjkin den lägsta rangens hovtitel – kammarjunkare – blev poeten ursinnig och ansåg att det enbart var för att hans fru officiellt skulle kunna bjudas in till hovbalerna. Natalja Gontjarova tyckte om att låta sig beundras, något galanta herrar tolkade som uppmuntran och ledde till ryktesspridning. En av dem som uppvaktade Natalja mest enträget, en inflyttad fransman i rysk tjänst Georges d'Anthès, gick så långt att han 1837 svärtade ned Pusjkin i smädesskriften Vikarierande Stormästare och Historieskrivare hos Alla Hanrejers Orden. Pusjkin kände sig då förståeligt nog tvungen att utmana d'Anthès på duell. Båda männen sårades, och Pusjkin avled två dagar senare av sina skador.
Regimen fruktade en politisk demonstration vid Pusjkins begravning, som därför flyttades till en mindre kyrka och begränsades till släkt och vänner. Hans kropp fördes i hemlighet bort till det kloster i Svjatogorsk där han begravdes vid sidan av sin mor.

## Operor som bygger på Pusjkins verk

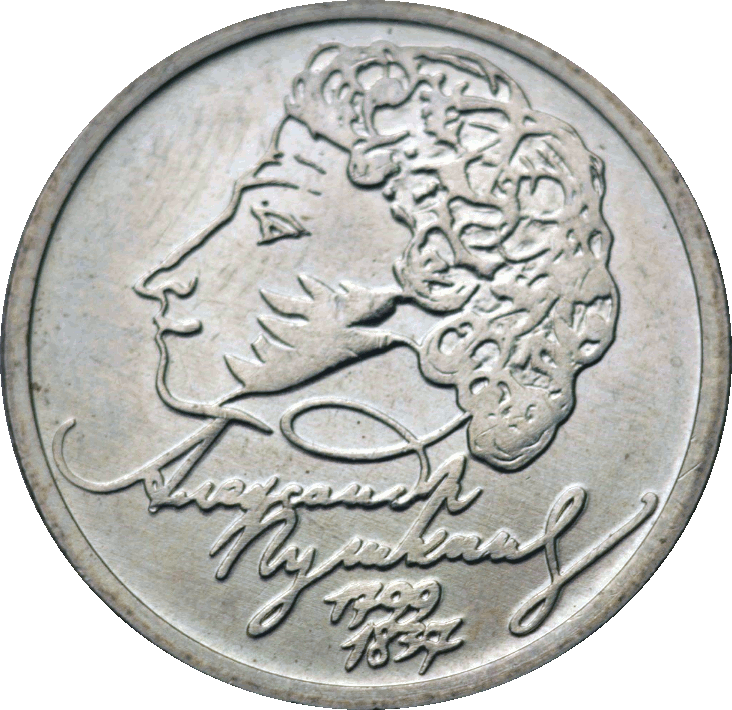
1 rubel-mynt, 1999.

## Pusjkin som författare
Aleksandr Pusjkins verk visar klara influenser från bland andra Voltaires satirer, Lord Byrons poesi och Shakespeares tragedier. Hans verk anses av kritiker vara litterära mästerverk, som dikten Bronsryttaren och pjäsen Stengästen, en berättelse om Don Juans nedgång och fall. Pusjkin själv ansåg sitt drama Jevgenij Onegin, skrivet på vers, som sitt bästa verk, och han arbetade med detta under hela sin karriär.
Pusjkin var en av få förrevolutionära författare som undkom bolsjevikernas kritik mot den borgerliga litteraturen. Han fick även en stad uppkallad efter sig när Detskoje Selo (Tsarskoje Selo till 1918) 1937 bytte namn till Pusjkin.
Pusjkins verk har inspirerat många kända ryska kompositörer. Tjajkovskijs operor Eugen Onegin från (1879) och Spader dam (1890) blev mer kända utomlands än i Ryssland, medan Musorgskijs monumentala Boris Godunov betraktas som en av Rysslands mäktigaste och mest välskrivna operor någonsin.

### Urval av Pusjkins diktning
Ur "Vinterafton (Зимний вечер), 1829. Modern stavning. uppläsning på ryska (fil)
Буря мглою небо кроет,
Вихри снежные крутя;
То, как зверь, она завоет,
То заплачет, как дитя,
То по кровле обветшалой
Вдруг соломой зашумит,
То, как путник запоздалый,
К нам в окошко застучит.
Fri översättning:
Stormen med dis täcker himlen
Virvlande snökaskader;
Än som ett djur den ylar,
Än den gråter som ett barn,
Än på det slitna taket
Prasslar den plötsligt med halmen,
Än, likt en senkommen vandringsman,
Den knackar på vår fönsterruta.

## Eftermäle
Nedslagskratern Pushkin på planeten Merkurius och asteroiden 2208 Pushkin är uppkallade efter honom.

## Biografier
- T.J. Binyon: Pushkin: A Biography. London: HarperCollins ISBN 0-00-215084-0; US edition: Knopf, New York 2003 ISBN 1-4000-4110-4
- Elaine Feinstein: Pushkin, Weidenfeld & Nicolson/Ecco, U.S, 1998
- Jurij M. Lotman: Alexander Puschkin. Reclam, Leipzig 1989, ISBN 3-379-00487-1 (RUB; 1317: Biografien)
- Serena Vitale: Il bottone di Puškin, Adelphi, Milano 1995 ISBN 88-459-1121-7, engelsk översättning Pushkin’s Button. Farrar, Straus & Giroux, New York 1998 ISBN 1-85702-937-2